# Mellansork
Mellansork (Microtus oeconomus) är en art i underfamiljen sorkar.
Arten tillhör undersläktet Alexandromys som ibland listas som släkte.

## Utseende
Mellansorken är en stor sork, mycket lik åkersorken, och kan inte skiljas från denna utan en tandanalys. Den är 10 till 16 centimeter lång, har en svanslängd på mellan 3 och 7,5 centimeter och väger mellan 20 och 100 gram. Pälsen liknar åkersorkens men är mörkare; ovan mörkt gråbrun till brun och på undersidan grå med relativt skarp färggräns. Även svansen är ofta tvåfärgad.
Arten har vanligen en diploid kromosomuppsättning med 30 kromosomer (2n=30). Hos några populationer i centrala Sverige och västra Ryssland är värdet 2n=30-32.

## Utbredning
Mellansorken har en holarktisk utbredning som sträcker sig från Skandinavien och nordöstra Tyskland och österut genom Polen till norra Ryssland och de norra delarna av Asien (tundran och taigan). Asiatisk sydgräns är Kazakstan. Det finns även en isolerad population längst Nederländernas kust. Vidare förekommer den i Alaska och västra Kanada.

### Förekomst i Skandinavien
I Skandinavien förekommer den framför allt i två områden. Ett i centrala Norge, från Hardangervidda till Trondheim och de angränsande delarna av Sverige, och ett omfattande utbredningsområde i nordligaste Sverige och Norge samt norra halvan av Finland med en utlöpare söderut längs med kusten.

## Ekologi
Mellansorken föredrar våtmarker och fuktiga områden med tät undervegetation, även om den inför vintern tenderar att flytta upp till torrare områden (lägg märke till det tyska namnet Sumpfmaus). Längst i norr finns den också i barrskog och fjällvegetation. Där kan den också uppsöka mänskliga boningar (lador och dylikt). I Asien kan den även återfinnas på mer bevuxna stäpper. I Nederländerna lever den i stranddyner. Den simmar och dyker bra, men klättrar inte gärna.
Under sommaren är reviren av de äldre honorna nästan helt avgränsade mot territoriet av andra artfränder av samma kön. Hannarnas revir överlappar med territoriet av andra hannar och honor. Sällan förekommer monogama par som delar reviret. Ibland har en grupp av ett år gamla könsmogna honor delvis överlappande revir som gruppen delar med en hanne. Beroende på region och studie var honornas revir 113 till 1087 m² stora och hannar hade 210 till 3900 m² stora revir. Per dag vandrar vuxna exemplar under sommaren 10 till 215 meter (hannar) respektive 20 till 150 meter (honor) och ungdjur 5 till 50 meter.
Underjordiska bon ligger under sommaren tät under markytan och de består av ett rum samt en eller två tunnlar. I de mer komplexa vinterbona ingår flera sovrum och förvaringsrum.

### Föda
Mellansorken livnär sig nästan uteslutande på växter som gräs, ängsull, gullris och mera sällan bark. Insekter ingår som en mycket obetydlig del i kosten. Curry-Lindahl uppger, att den i närheten av mänsklig bebyggelse även kan äta potatis och morötter.
Före vintern skapar arten ett förråd i boet som väger 0,3 till 3 kg.

### Fortplantning
Den bygger ett klotformat bo av växtmaterial på eller strax under markytan. Fortplantningssäsongen är i norra Europa april till oktober (något kortare i fjällen). I Finland och Sibirien kan den även fortplanta sig vintertid.
Efter en dräktighet, som är omkring 3 veckor, föder den 6 till 8 (i undantagsfall 2 till 12) ungar. De blir seende efter 9 till 10 dygn, och är självständiga bara några dagar senare. Honorna, som kan bli könsmogna redan vid 2 veckors ålder, kan få upp till 5 kullar per år. Årshonor får dock maximalt 3 kullar det första året.

## Predatorer
Förutom allehanda rovfåglar och rovdjur som normalt livnär sig på smågnagare, utgör brunråttan ett hot.